# Wallace (Karolina Południowa)
Wallace – jednostka osadnicza w Stanach Zjednoczonych, w stanie Karolina Południowa, w hrabstwie Marlboro.